# Hemfosa fastigheter
Hemfosa Fastigheter AB är ett svenskt börsnoterat fastighetsbolag grundat 2009. Bolaget ägde 2019 fastigheter i Sverige, Norge och Finland till ett marknadsvärde om cirka 40 miljarder. Hemfosa Fastigheter börsnoterades i februari 2014. Det avnoterades 31 januari 2020 efter att ha blivit uppköpt av Samhällsbyggnadsbolaget i Norden (SBB).

## Historik
Företaget grundades av Jens Engwall och Bengt Kjell med ett förflutet som VD respektive styrelseordförande i det börsnoterade fastighetsbolaget Kungsleden AB 2009 med syftet att ta in kapital och kunna göra fastighetsförvärv i en förväntat vikande svensk fastighetsmarknad i spåren av Finanskrisen 2008–2009 i Sverige. Namnet till företaget är taget efter Engwalls bostadsort Hemfosa i Haninge kommun, Södermanland. 
Hemfosa kunde under två år genomföra ett stort antal stora fastighetstransaktioner. Några av de mer uppmärksammade:
- Förvärvet av fastighetskoncernen DK Properties som befann sig på obestånd. Förvärvet gjordes tillsammans med det börsnoterade fastighetsbolaget Sagax.[2][1]
- Förvärvet av merparten av fyra fastighetsstrukturer i konkurs eller obestånd med rötter i den danska fastighetskoncernen Keops som förvärvats av konkursade Landic på Island.[3][1]
- I ledningen för ett konsortium förvärvet av 51 % Saab Automobiles fastigheter i Trollhättan.[4][1]Fastighetsvärlden.se]

I början av 2014 börsnoterades Hemfosa. Efter noteringen etablerade Hemfosa verksamheter i Finland och Norge. Fokuseringen blev allt tydligare mot investeringar i samhällsfastigheter, byggnader för vård, skola, polisverksamhet och annan verksamhet med offentlig sektor som hyresgäst. 2018 skeddes en uppdelning av Hemfosa där det tidigare dotterbolaget Nyfosa Fastigheter, med de fastigheter som inte var samhällsfastigheter, delades ut till Hemfosas aktieägare och börsnoterades. Engwall lämnade då Hemfosa och blev VD för Nyfosa och efterträddes som VD i Hemfosa av Caroline Arehult.
I november 2019 lade SBB ett uppköpsbud på Hemfosa.